# CA-723
La CA-723 es una carretera autonómica de Cantabria perteneciente a la Red Local y que sirve de acceso a la población de Bustamante.

## Nomenclatura

Indicador

Su nombre está formado por las iniciales CA, que indica que es una carretera autonómica de Cantabria, y el dígito 723 es el número que recibe según el orden de nomenclaturas de las carreteras de la comunidad autónoma. La centena 7 indica que se encuentra situada en el sector comprendido entre las carreteras nacionales N-634 al norte, N-611 al oeste y N-623 al este, y los límites con las provincias de Burgos y Palencia al sur.

## Historia
La carretera actual es el resultado de la unión de dos carreteras anteriormente denominadas SV-6152 y SV-6153. Estas carreteras comunicaban con Llano, población perteneciente al término municipal de Las Rozas de Valdearroyo, quedando anegadas por la construcción del embalse del Ebro con lo que la distancia entre estas poblaciones aumentó desde los 3 kilómetros hasta los 30 kilómetros actuales. El tramo comprendido desde el paso sobre el arroyo del Rebañal hasta la actual intersecciones situada en el centro de Bustamante fue modificado por las obras del embalse.

## Trazado
Tiene tanto su origen como su final en sendas intersecciones con la CA-171. El inicio se sitúa en el núcleo de La Costana frente a la carretera CA-724 de acceso a Servillejas. La carretera cruza sobre el arroyo del Rebañal para, seguidamente, atravesar de manera consecutiva los núcleos de Bustamante y Villasuso, localidades situadas en el término municipal de Campoo de Yuso, municipio por el que discurre la totalidad de su recorrido de 2,8 kilómetros. En Bustamante se sitúa la intersección con la carretera de acceso a la estación de bombeo del bitrasvase Ebro-Pas-Besaya.
Su inicio se sitúa a una altitud de 858 m s. n. m. y el fin de la vía está situada a 855 m s. n. m.; pasando sobre el arroyo del Rebañal a la cota 838, punto bajo de la carretera, y el punto alto se sitúa en Villasuso a la cota 871.
La carretera tiene dos carriles, uno para cada sentido de circulación, y una anchura total de 5,0 metros sin arcenes.

## Actuaciones
El IV Plan de Carreteras no contempla ninguna actuación en esta carretera.

## Transportes
No hay líneas de transporte público que recorran la carretera CA-723.

## Recorrido y puntos de interés
En este apartado se aporta la información sobre cada una de las intersecciones de la CA-723 así como otras informaciones de interés.
| Esquema         | PK        | Sentido Bustamante (creciente) | Sentido Bustamante (creciente) | Sentido Bustamante (creciente) | Sentido Bustamante (creciente) | Sentido La Costana (decreciente) | Sentido La Costana (decreciente) | Sentido La Costana (decreciente) | Sentido La Costana (decreciente) | Incidencias |
| Esquema         | PK        | Velocidad                      | Elemento                       | Salida                         | Salida                         | Salida                           | Salida                           | Elemento                         | Velocidad                        | Incidencias |
| Esquema         | PK        | Velocidad                      | Elemento                       | Dir.                           | Nombre                         | Nombre                           | Dir.                             | Elemento                         | Velocidad                        | Incidencias |
| --------------- | --------- | ------------------------------ | ------------------------------ | ------------------------------ | ------------------------------ | -------------------------------- | -------------------------------- | -------------------------------- | -------------------------------- | ----------- |
|                 | 0,0       |                                |                                |                                | CA-723 BUSTAMANTE              | CA-724 SERVILLEJAS               |                                  |                                  |                                  |             |
| CA-171 REINOSA  | 0,0       |                                |                                |                                | CA-723 BUSTAMANTE              |                                  |                                  |                                  |                                  |             |
| CA-171 CORCONTE | 0,0       |                                |                                |                                | CA-723 BUSTAMANTE              |                                  |                                  |                                  |                                  |             |
|                 | 0,1       |                                |                                | LA COSTANA                     | LA COSTANA                     | LA COSTANA                       | LA COSTANA                       |                                  |                                  |             |
|                 | 0,8       |                                |                                | Arroyo del Rebañal             | Arroyo del Rebañal             | Arroyo del Rebañal               | Arroyo del Rebañal               |                                  |                                  |             |
|                 | 1,2       |                                |                                | BUSTAMANTE                     | BUSTAMANTE                     | BUSTAMANTE                       | BUSTAMANTE                       |                                  |                                  |             |
|                 | 1,3       |                                |                                |                                | Estación de bombeo EBRO-BESAYA | Estación de bombeo EBRO-BESAYA   |                                  |                                  |                                  |             |
|                 | 1,5       |                                |                                | Bustamante                     | Bustamante                     | Bustamante                       | Bustamante                       |                                  |                                  |             |
| 1,6             |           | BUSTAMANTE                     | BUSTAMANTE                     | BUSTAMANTE                     | BUSTAMANTE                     |                                  |                                  |                                  |                                  |             |
| 1,6             | VILLASUSO |                                |                                |                                |                                |                                  |                                  |                                  |                                  |             |
| 2,4             |           | VILLASUSO                      | VILLASUSO                      | VILLASUSO                      | VILLASUSO                      |                                  |                                  |                                  |                                  |             |
|                 | 2,8       |                                |                                |                                | CA-171 REINOSA                 | CA-723 VILLASUSO BUSTAMANTE      |                                  |                                  |                                  |             |
|                 | 2,8       | CA-171 CORCONTE                |                                |                                |                                | CA-723 VILLASUSO BUSTAMANTE      |                                  |                                  |                                  |             |